# Francisco S. Carvajal
Francisco Sebastián Carvajal y Gual (San Francisco de Campeche, 9 dicembre 1870 – Città del Messico, 30 settembre 1932) è stato un politico e avvocato messicano.
Fu presidente del Messico ad interim dal 14 luglio al 13 agosto 1914, dopo la destituzione di Victoriano Huerta a seguito della rivoluzione costituzionalista.

## Biografia
Carvajal era originario del Campeche. Studiò legge nella sua città natale (San Francisco de Campeche) e a Città del Messico. Ricoprì varie posizioni legali durante il Porfiriato e fu uno dei negoziatori tra il governo e i rivoluzionari di Francisco Madero nel 1911. Il generale Victoriano Huerta lo nominò nel 1913 presidente della Corte Suprema, e successivamente Segretario degli Affari Esteri. Dopo che l'esercito federale di Huerta fu sconfitto dai costituzionalisti rivoluzionari, Huerta si dimise il 14 luglio 1914, cosa che fece di Carvajal il suo successore ai sensi della Costituzione. Carvajal firmò i trattati di Teoloyucan in cui trasferì il potere a Venustiano Carranza, il leader dei costituzionalisti. Il 13 agosto cessò le sue funzioni e fuggì negli Stati Uniti.
Nel 1922 tornò in Messico e divenne avvocato. Morì dieci anni dopo.